# Schienenverkehr in Tschechien
Der Schienenverkehr in Tschechien ist ein Teil des tschechischen Verkehrs. Er besteht aus der Eisenbahn, mehreren Straßenbahnnetzen und einer Metro.

## Eisenbahn
Der UIC-Ländercode für Tschechien lautet 54.

### Geschichte
Die Pferdeeisenbahn Budweis–Linz–Gmunden war die erste Eisenbahn auf dem Gebiet der heutigen Tschechischen Republik. Ab 1839 bis 1981 gab es dampflokbetriebene Züge und ab 1903 den Elektroantrieb.
Das Eisenbahnmuseum Lužná u Rakovníka ist das größte in Tschechien.

### Behörden
Die Eisenbahnbehörde heißt Drážní úřad (DÚ). Neben einer Stabsabteilung ist das DÚ unterteilt in:
- betrieblich-technischer Bereich (Sekce provozně-technická)
- Infrastrukturbereich (Sekce infrastruktury)

Das Eisenbahninspektorat Drážní inspekce ist eine staatliche Einrichtung, die die Ursachen und Umstände von Unfällen auf den Eisenbahnen untersucht. Sie ist bei dieser Untersuchung unabhängig von Eisenbahninfrastruktur- oder Eisenbahnverkehrsunternehmen und greift nicht in die laufenden Ermittlungen des Verkehrsministeriums oder anderer Behörden ein. An fünf Standorten sind 38 Mitarbeiter beschäftigt.
Das Amt für Zugang zur Verkehrsinfrastruktur (Úřad pro přístup k dopravní infrastruktuře, ÚPDI) reguliert den Zugangs zum Schienennetz einschließlich Streitbeilegung Preiskontrolle im Eisenbahnbereich. Das ÚPDI ist auch für den Straßenverkehr und Luftfahrt zuständig.

### Streckennetz

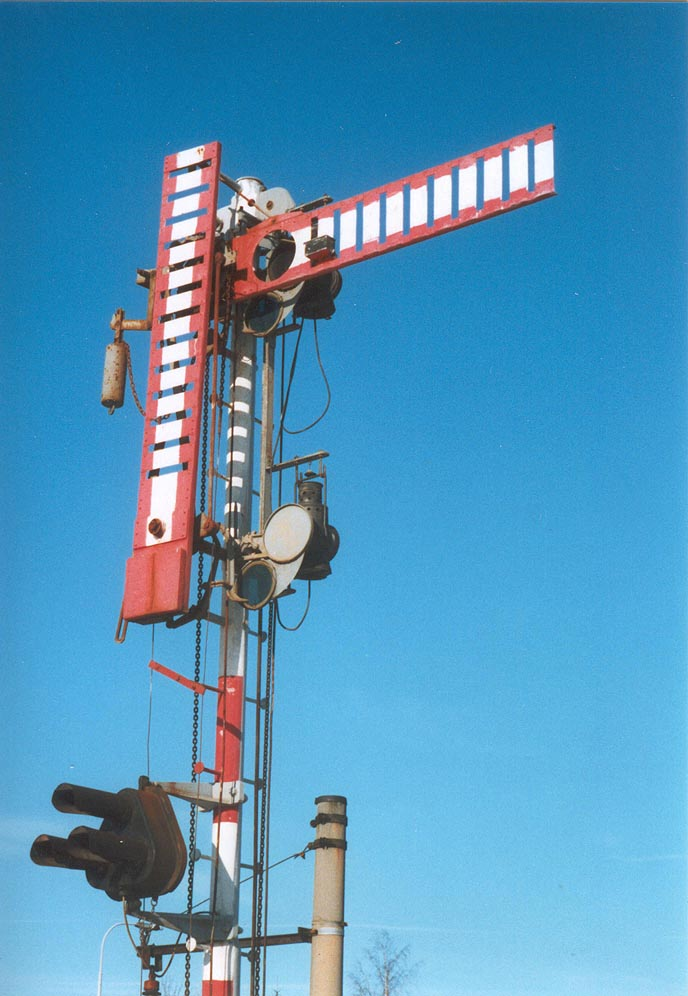
Formsignal (2002)

Der staatliche Infrastrukturbetreiber ist die Správa železnic. Er betreibt ein Streckennetz mit einer Betriebslänge von 9377 km, davon 2036 km zweigleisig. Die Spurweite beträgt 1435 mm mit Ausnahme der Schmalspurbahn Třemešná ve Slezsku–Osoblaha (760 mm).
Bahnstrecken sind mit Wechselstrom (50 Hz) mit einer Spannung von 25 kV (1383 km) oder mit Gleichstrom mit einer Spannung von 3 kV (1796 km) elektrifiziert. Die Versorgung der Triebfahrzeuge erfolgt über Oberleitung. An sieben Stellen treffen beide Bahnstromsysteme zusammen. Der Rest des Streckennetzes ist nicht oder mit einem anderen Bahnstromsystem elektrifiziert.
Der Eisenbahnversuchsring Velim ist unabhängig vom restlichen Streckennetz, was eine dortige Höchstgeschwindigkeit von 230 km/h ermöglicht. Die Oberleitung ist für verschiedene Bahnstromsysteme umschaltbar. Die internationale Schienenfahrzeugindustrie führt dort mit noch nicht zugelassenen Neufahrzeugen erste Testfahrten durch.
Die per Gesetz festgelegte Höchstgeschwindigkeit auf dem tschechischen Streckennetz liegt bei 160 km/h, obwohl einige Abschnitte wie der Tunnel Ejpovice oder Teile der  Bahnstrecke České Velenice–Praha für Geschwindigkeiten von bis zu 200 km/h ertüchtigt sind. Höhere Geschwindigkeiten sind nur nach Genehmigung möglich, beispielsweise für Testfahrten. Die 160 km/ sind bedingt durch höhengleiche Bahnübergänge, ältere Bahnhöfe mit schmalen Bahnsteigen und insbesondere in Ermangelung eines für höhere Geschwindigkeiten ausgelegten Zugbeeinflussungssystems. Die kompatiblen Systeme LS und Mirel sind (Stand 2023) am weitesten verbreitet. Dadurch veranlasst ist bis 2030 mindestens die Hälfte des Streckennetzes mit ETCS auszurüsten welches hohe Geschwindigkeiten ermöglicht. Im September 2021 waren rund 650 km mit ETCS ausgestattet.
Die wichtigsten Bahntrassen sind die vollständig elektrifizierten Transitkorridore, welche durch Güter- und Personenverkehr stark ausgelastet sind und aufgrund ihrer Herkunft aus der Ursprungszeit der Eisenbahn mit zahlreichen Bögen keine schnellen Reisezeiten anbieten. Zur Entlastung dieser Bestandsstrecken sind mehrere Bauprojekte geplant, teilweise auch als Hochgeschwindigkeitsstrecken (VRT) mit Geschwindigkeiten von bis zu 320 km/h:
- Schnellfahrstrecke Prag-Ústí nad Labem(-Deutschland) als VRT4
- Schnellfahrstrecke Prag–Brünn–Ostrava(-Polen) als VRT1
- Schnellfahrstrecke Brünn–Břeclav(-Österreich) als VRT2

Für die Realisierung dieser Strecken ist der Staat mit der französischen SNCF in einer Kooperation für einen Technologietransfer.
Weitere Projekte für Geschwindigkeiten von bis zu 230 km/h:
- Neu- und Ausbaustrecke Prag-Flughafen Prag-Kladno[9]
- Neu- und Ausbaustrecke Prag–Beroun(-Pilsen)[10]
- Neu- und Ausbaustrecke Pilsen-Stod(-Deutschland), siehe auch Donau-Moldau-Bahn
- Neu- und Ausbaustrecke Prag-Mladá Boleslav-Turnov-Liberec(-Deutschland)[11]

Das Netz der Správa železnic ist an über 30 Punkten mit den Eisenbahnnetzen ausländischer Infrastrukturbetreiber verbunden. Diese sind: DB InfraGO, PKP Polskie Linie Kolejowe, ÖBB-Infrastruktur, Dolnośląska Służba Dróg i kolei, Železnice Slovenskej republiky, DB RegioNetz Infrastruktur und Deutsche Regionaleisenbahn.
Andere, inländische Infrastrukturbetreiber sind PKP Cargo International (Bahnstrecke Milotice nad Opavou–Vrbno pod Pradědem), PDV Railway (Bahnstrecke Sokolov–Kraslice und Bahnstrecke Trutnov–Svoboda nad Úpou) und weitere.

### Personenverkehr
Im Jahr 2021 hatte der Schienenverkehr eine Verkehrsleistung von ca. 6700 Millionen Personenkilometer. Bedingt durch die COVID-19-Pandemie sank die Anzahl der beförderten Personen. Zuvor lag sie bei 10.000 Millionen Personenkilometer/Jahr.
Eisenbahnverkehrsunternehmen im Personenverkehr sind unter anderem České dráhy, Arriva, Leo Express und Regiojet.

### Güterverkehr
Der tschechische Schienengüterverkehr hat eine Transportleistung von jährlich 15 Milliarden Tonnenkilometern. Das entspricht einen Anteil am Modal Split von ungefähr 22 %.
Marktführer ist die ČD Cargo mit einer Verkehrsleistung von 20 Milliarden Tonnenkilometern. Mit 3,3 Mrd. tkm belegt Metrans den zweiten Platz. Andere Unternehmen mit einer Verkehrsleistung über einer Mrd. tkm sind PKP Cargo International, Rail Cargo Carrier – CR, Orlen Unipetrol Doprava und Lokorail.

### Schienenfahrzeuge
In Tschechien sind 2155 Lokomotiven (davon 977 mit elektrischem Antrieb), 1229 Triebwagen, über 2000 Reisezugwagen und 30.000 Güterwagen registriert.

## Straßenbahn
Von den sieben Straßenbahnsystemen in Tschechien hat die Straßenbahn Prag das größte Netz. Weitere Straßenbahnen fahren in Brno, Liberec, Most–Litvínov, Olomouc, Ostrava und Plzeň. Alle Straßenbahnnetze haben eine Spurweite von 1435 mm.

## U-Bahn
Die 1974 eröffnete Metro Prag ist die einzige U-Bahn in Tschechien.

## Bahnindustrie
Im Fachverband Asociace podniků železničního průmyslu (ACRI) sind 50 Unternehmen der tschechischen Bahnindustrie organisiert. Darunter so namhafte Unternehmen wie Moravia Steel (Schienen), AŽD Praha (Signaltechnik), Siemens Mobility, Škoda Transportation, Škoda Vagonka, DAKO-CZ (Bremsen) und VÚKV (Forschung). Alstom Czech Republic ist 2022 mit 1100 Mitarbeitern in Česká Lípa im Rohbau von Wagenkästen vertreten, vor 2021 gehörte das Werk zu Bombardier Transportation.